# Линейная плотность
Лине́йная пло́тность — физическая величина, определяемая отношением массы {\displaystyle \Delta m} малого участка тела к его длине {\displaystyle \Delta l}:
{\displaystyle \rho _{L}=\lim _{\Delta l\rightarrow 0}{\frac {\Delta m}{\Delta l}}}.
В случае однородного тела переход к пределу не требуется и 
{\displaystyle \rho _{L}={\frac {M}{L}}},
где {\displaystyle M} и {\displaystyle L} — масса и длина всего тела, соответственно. Понятие применяется преимущественно к протяжённым объектам (нитям, тонким стержням), когда изменения параметров в площади поперечного сечения незначимы. При отсутствии изгибов роль {\displaystyle l} перенимет декартова координата вдоль объекта.
Единицей измерения в Международной системе единиц (СИ) является килограмм на метр (кг/м). В текстильной промышленности используются внесистемные единицы текс (г/км) и Денье (0,05г/450м, или 1/9 текс).
Термин «линейная плотность», как и просто «плотность», может использоваться не только для плотности массы, но и для плотности других физических величин — тогда это должно быть явно указано дополнительным словом. Например, говорят о линейной плотности заряда — пределе отношения электрического заряда, находящегося в элементе линии (заряженной нити), к длине этого элемента линии, который содержит данный заряд, когда длина этого элемента стремится к нулю.
{\displaystyle \lambda =\lim _{\Delta l\rightarrow 0}{\frac {\Delta q}{\Delta l}}.}
В таком случае единицей измерения в СИ является кулон на метр (Кл/м).